# Plélan-le-Grand
Plélan-le-Grand település Franciaországban, Ille-et-Vilaine megyében. Lakosainak száma 4063 fő (2022. január 1.). Plélan-le-Grand Beignon, Guer, Saint-Malo-de-Beignon, Loutehel, Maxent, Paimpont, Saint-Péran és Treffendel községekkel határos.

## Népesség
A település népességének változása:
| Lakosok száma | 2336 | 2349 | 2566 | 3398 | 3691 | 3852 | 3949 | 4008 | 4030 | 4063 |
|               | 1968 | 1982 | 1990 | 2006 | 2013 | 2015 | 2017 | 2019 | 2020 | 2022 |